# NGC 70
Az NGC 70 egy spirálgalaxis az Andromeda (Androméda) csillagképben.

## Felfedezése
Az NGC 70 galaxist William Parsons fedezte fel 1855. október 7-én.

## Tudományos adatok
A galaxis 7167 km/s sebességgel távolodik tőlünk.